# .kg
.kg ist die länderspezifische Top-Level-Domain (ccTLD) Kirgisistans. Sie wurde am 12. Juli 1995 eingeführt und wird von der AsiaInfo Telecommunication Enterprise mit Hauptsitz in Bischkek verwaltet. Im Jahr 2009 gab es Bestrebungen, die Verwaltung von .kg auf eine staatliche Behörde zu übertragen, die aber nicht umgesetzt wurden.

## Eigenschaften
Registrierungen werden sowohl auf zweiter als auch auf dritter Ebene durchgeführt. Es stehen die Second-Level-Domains .org.kg für gemeinnützige Organisationen, .net.kg für Internet Service Provider, .com.kg für kommerzielle Unternehmen, .edu.kg für akademische Institutionen, .gov.kg für die Regierung sowie .mil.kg für das Militär zur Auswahl. Insgesamt darf eine .kg-Domain zwischen drei und 63 Zeichen lang sein und nur aus alphanumerischen Zeichen bestehen; internationalisierte Domainnamen werden bisher nicht unterstützt. Im Gegensatz zu vielen anderen ccTLDs ist es nicht notwendig, einen Wohnsitz oder eine Niederlassung im Land vorzuweisen, um eine .kg-Domain zu registrieren. Auch der administrative Ansprechpartner muss nicht im Land sitzen, sodass .kg problemlos durch Ausländer genutzt werden kann.